# Ivan Lenković

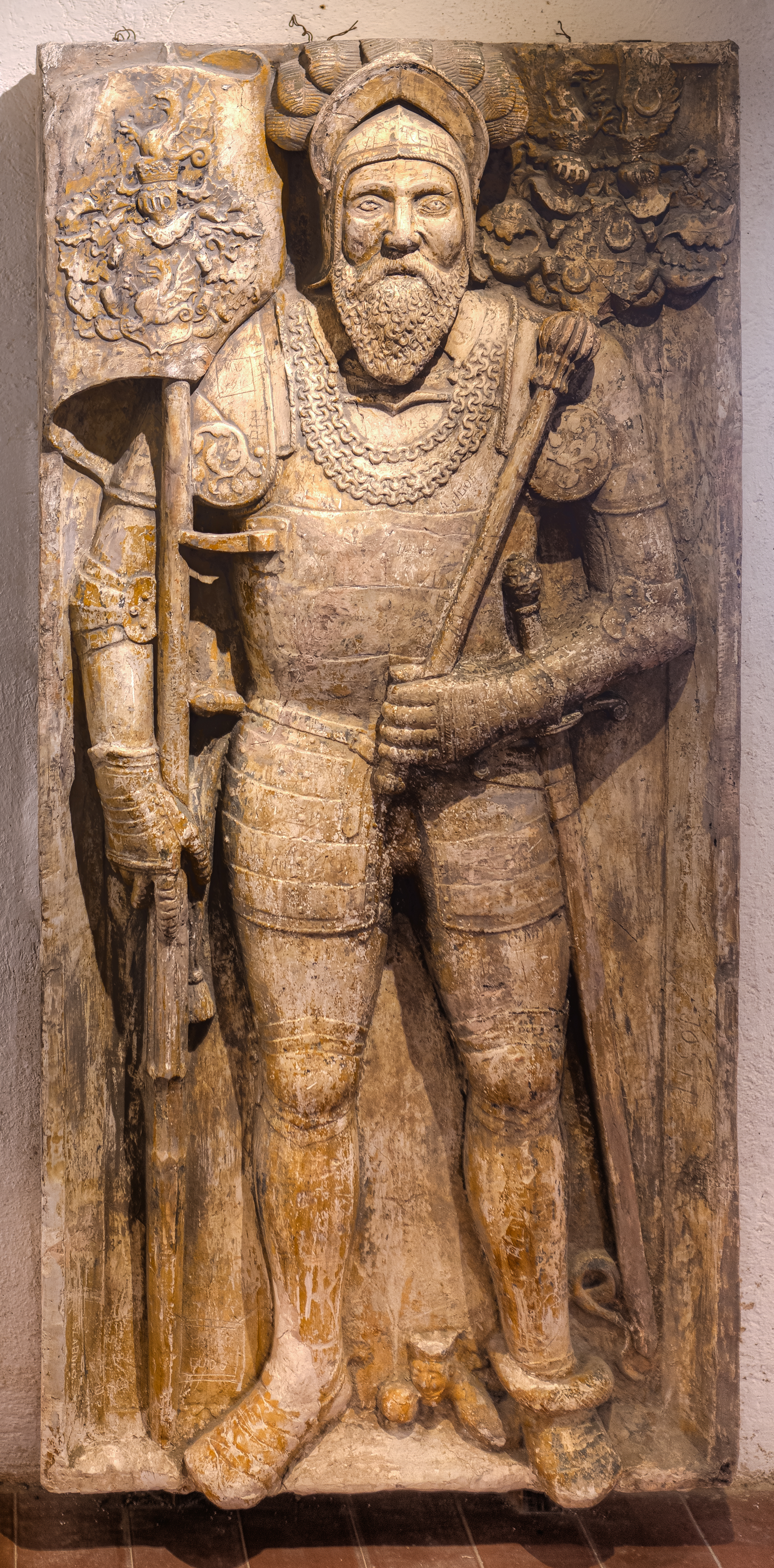
Avgjutning av Ivan Lenkovićs gravsten från Novo Mesto, placerad i Nehaj-fortet.

Ivan Lenković, död 1569, var en Habsburg-kroatisk befälhavare och ledare för uskokerna. Han tillhörde en adelsfamilj från Lika som flydde västerut inför hotet från Osmanska riket. Han verkade som militär fram till avsked 1567. 

## Militär karriär
Leković finns antecknad som tjänstgörande under kejsar Ferdinand I av Habsburg från 1522 och utmärkte sig i försvaret av Wien 1529. Under 1530-talet var han stationerad i Bihać innan han senast 1539 kom till regionen kring Senj vid Adriatiska havet.
Från 1540 verkade han som kapten i Senj och organiserade flera framgångsrika räder på ottomanskt område. Bland annat brände de fort i Vrana och Udbina. Runt 1545 utsågs Lenković också till kapten över uskokerna – flyktingar från de osmanska erövringarna i Bosnien. Lenković manskap var officiellt avlönade av kronan, men tjänstemännen hade i praktiken svårt att förmedla resurser till denna avlägsna region. Intäkterna utgjordes i stället nästan uteslutande av plundring. Framför allt var det judiska och muslimska fartyg som plundrades, men venetianska handelsbyar på de dalmatiska öarna drabbades. Lenković försvarade sina handlingar inför såväl påven som kejsaren med hänvisningar till muslimernas framfart. Han lyckades undvika att officiellt betraktas som pirat av kejsaren och erhöll 1551 utökad jurisdiktion som befälhavare över Kroatien.

## Befästningar
Ivan Lenković var en god strateg och bidrog till befästningsarbetet i Slovenien och Kroatien. År 1550 sammanställde han en rapport om forten i områdena runt Senj och Bihać, med noggrann genomgång av befintligt skick och förslag på förändringar. För att förstärka försvaret av Senj tog han initiativ till byggandet av Nehaj-fortet på en kulle utanför staden.
Lenković deltog 1552 i kommissionen för befästning av Zagreb. Resultatet av det arbetet blev dock ringa på grund av bristande resurser. Han avled 1569 och begravdes i franciscanerkyrkan i Novo Mesto.